# Zêta caron
Cette page contient des caractères spéciaux ou non latins. S’ils s’affichent mal (▯, ?, etc.), consultez la page d’aide Unicode.
Le Zêta caron, ζ̌, est une lettre grecque additionnelle utilisée dans l’écriture du tsakonien par certains auteurs.

## Utilisation
Thanasis Costakis et d’autres auteurs utilisent le sigma caron ‹ ζ̌ › en tsakonien pour transcrire une consonne fricative palato-alvéolaire voisée [ʒ], par exemple dans ‹ δέντζ̌ι › [ʹðendʒi] « arbre » en tsakonien du Nord.
Dans l’écriture du grec chypriote, le zêta caron ‹ ζ̌ ›, ou parfois plutôt zêta brève ‹ ζ̆ ›, est utilisé pour représenter une consonne fricative palato-alvéolaire voisée [ʒ].